# Beatles '65
Beatles '65 är The Beatles' fjärde amerikanska album på EMI-etiketten Capitol. Albumet släpptes den 15 december 1964. De amerikanska LP-skivorna kom som regel ut med färre titlar och delvis annan låtsammansättning - ibland också under annat namn. Beatles '65 motsvarar i stort sett det europeiska albumet Beatles For Sale, som kom ut den 4 december 1964. Av de 14 spåren på Beatles For Sale finns åtta med på Beatles '65. Dessutom finns singeln I Feel Fine/She's a Woman med liksom I'll Be Back från den europeiska LP:n A Hard Day's Night. Däremot saknas låten Eight Days A Week, som i USA släpptes som singel. 
Albumet spelades in 1 juni, 11 och 14 augusti, 30 september, 8, 18 och 26 oktober 1964 och producerades av George Martin.
Albumet återutgavs 2004 i både mono- och stereoversion som del av 4-CD-boxen "The Capitol Albums Vol. 1. Den nya utgåvan hade remastrats av Ted Jensen vid Sterling Sound, New York.

## Låtlista
Låtarna skrivna av Lennon/McCartney, där inget annat namn anges

### Sida 1
1. No Reply -2:15
2. I'm A Loser 2:31
3. Baby's in Black 2:02
4. Rock and Roll Music (Chuck Berry) -2:32
5. I'll Follow the Sun -1:46
6. Mr. Moonlight (Roy Lee Johnson) 2:35

### Sida 2
1. Honey Don't (Carl Perkins) -2:56
2. I'll Be Back -2:22
3. She's a Woman 2:57
4. I Feel Fine 2:20
5. Everybody's Trying To Be My Baby (Carl Perkins) -2:24